# Бжизицький Георгій Костянтинович
Георгій Костянтинович Бжизицький (1901, Миколаїв, Херсонська губернія — 15 червня 1968, Ватертовн, США) — громадський діяч, фахівець з галузі лісництва. Доктор наук.

## Життєпис
Георгій Костянтинович у 1941 році закінчив сільсько-господарський інститут у місті Брно, Чехія. По закінченню навчання переїхав жити до міста Братислава, Словаччина, де вступив до навчання у Братиславського університету на природничий факультет. Закінчивши навчання почав працювати при цьому університеті в Інституті ботаніки. Паралельно був доцентом Словацької вищої технологічної школи. Проводив дослідження у галузі систематики вищих рослин, зокрема проводив дослідження історії ботаніки в Словаччині та вивчав дендрофлору парків Словаччини.
Перебував на службі в армії Української Народної Республіки. Уклав та активно вів власну картотеку про життя живих бійців української армії, перебуваючих в еміграції. У 1945 році переїхав до Мюнхена, Німеччина. Вів активну діяльність у Адміністрації Організації Об'єднаних Націй для допомоги та відбудови(створеного з фонду Маршалла для допомоги емігрантам) та в Українському технологічному університеті, де обіймав посаду декана.
Згодом мігрував до Сполучених Штатів, де працював у Музеї деревинознавства Вищої лісової школи Єльського університету. Займався дослідженням дендрофлори штату Флорида, анатомічної будови й таксономічного статусу деревних видів роду Heteropyxis і Diomman та таксономію й анатомічну будову видів рослин Colummeliaceae. З 1960 року працював у Гарвардському університеті. Досліджував дендрофлору південно-східних штатів США.